# Delfin w kulturze

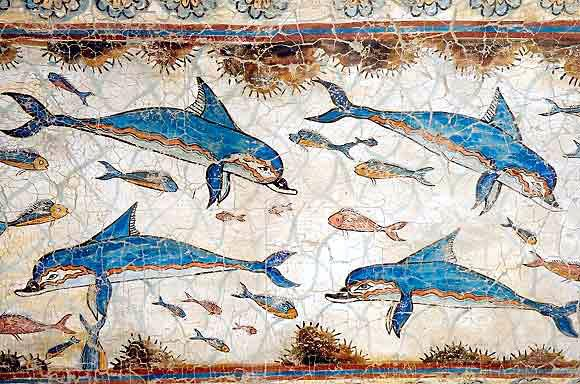
Fresk z delfinami, pałac w Knossos

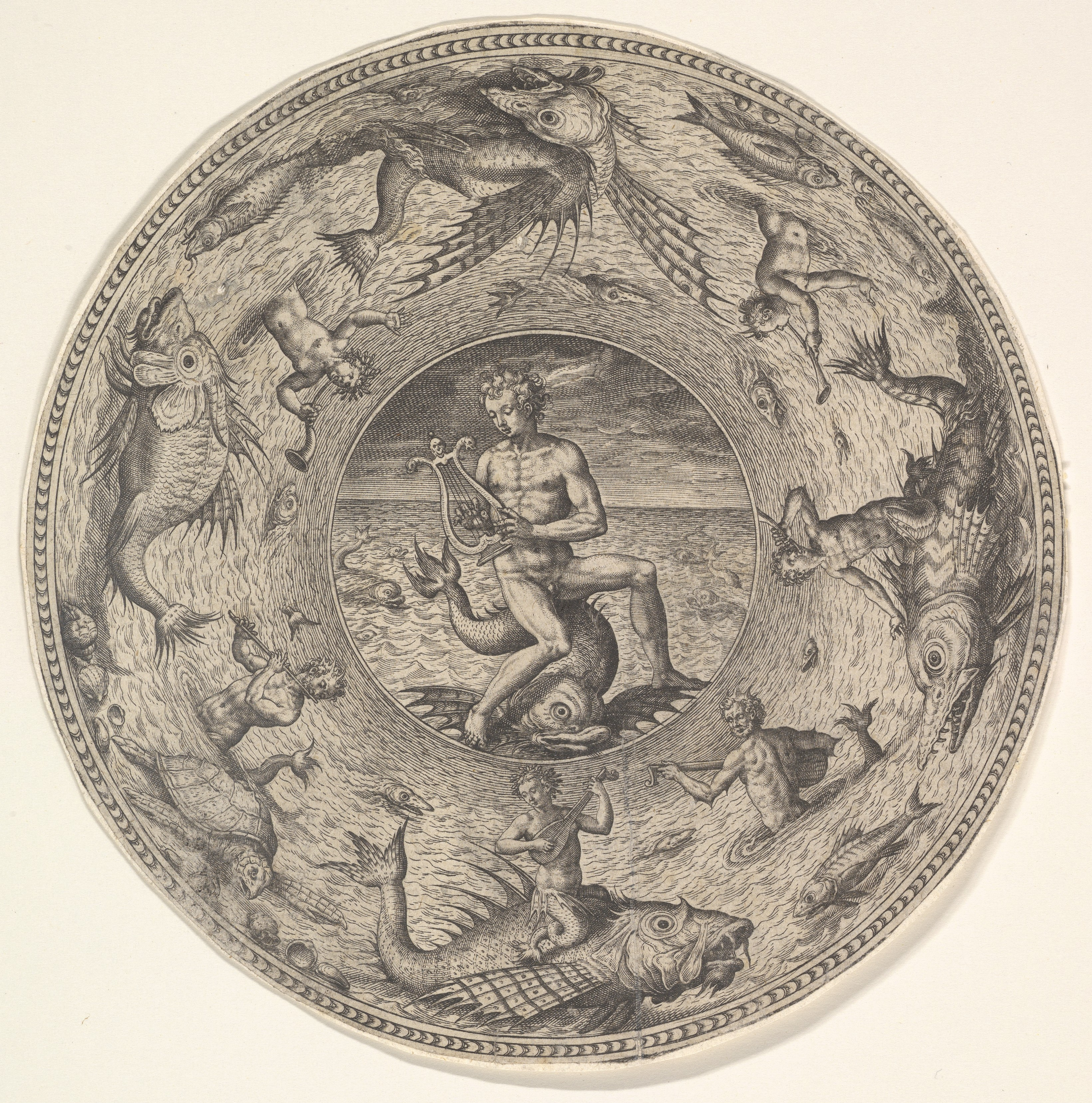
Adriaen Collaert, Arion i Delfin, między 1580 a 1600

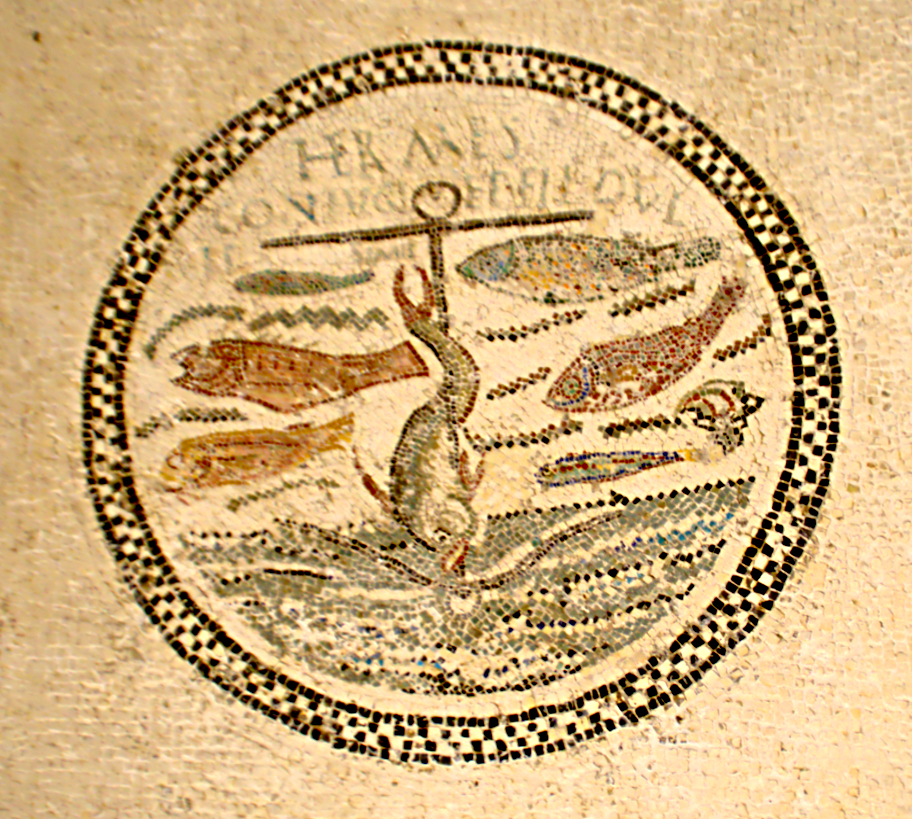
Delfin owinięty wokół kotwicy. Katakumby w Suzie, IV wiek n.e.

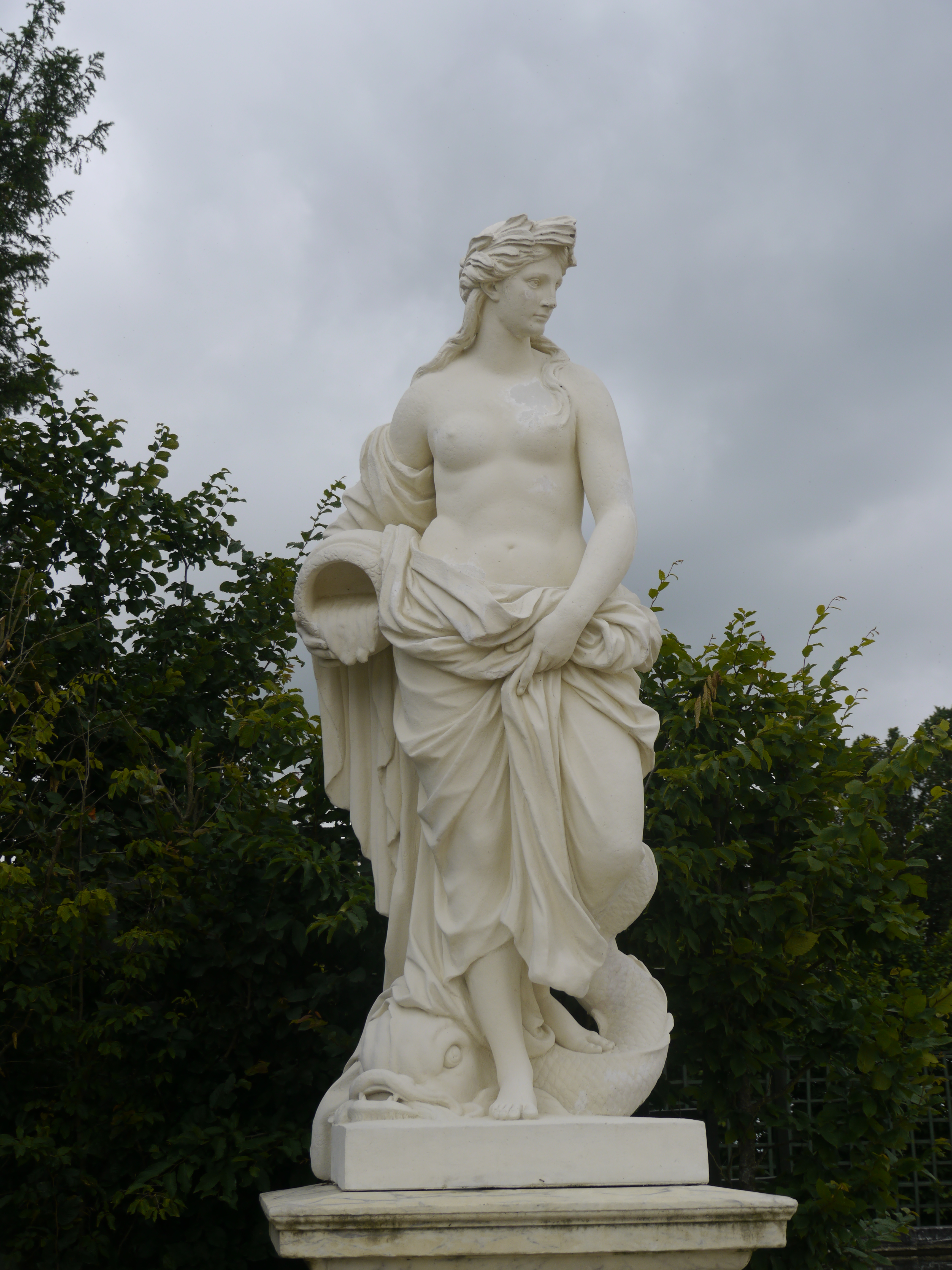
Delfin jako atrybut alegorii wody (Pierre Legros, Alegoria wody, Wersal)

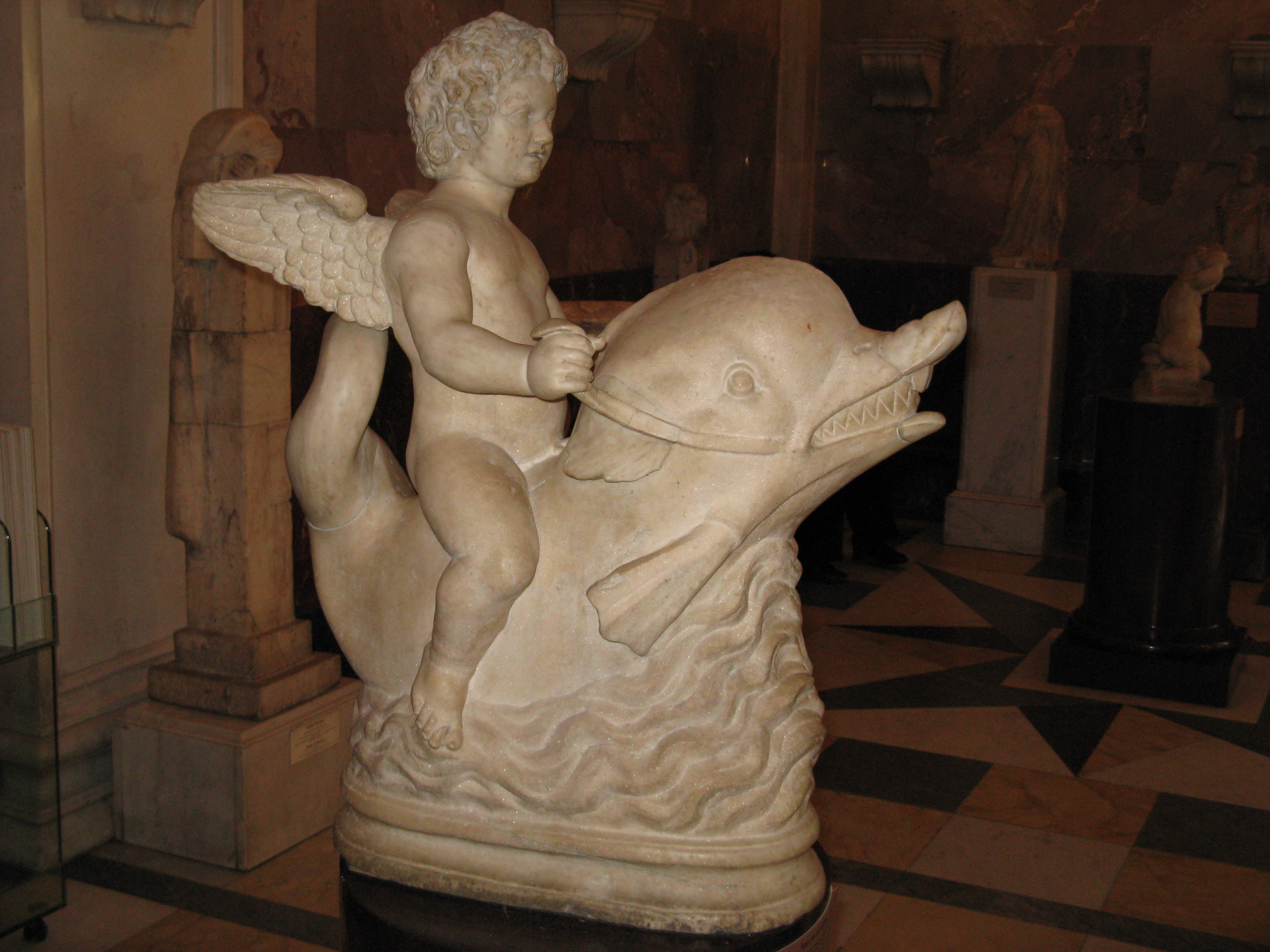
Kupidyn na delfinie, I wiek n.e., Ermitaż

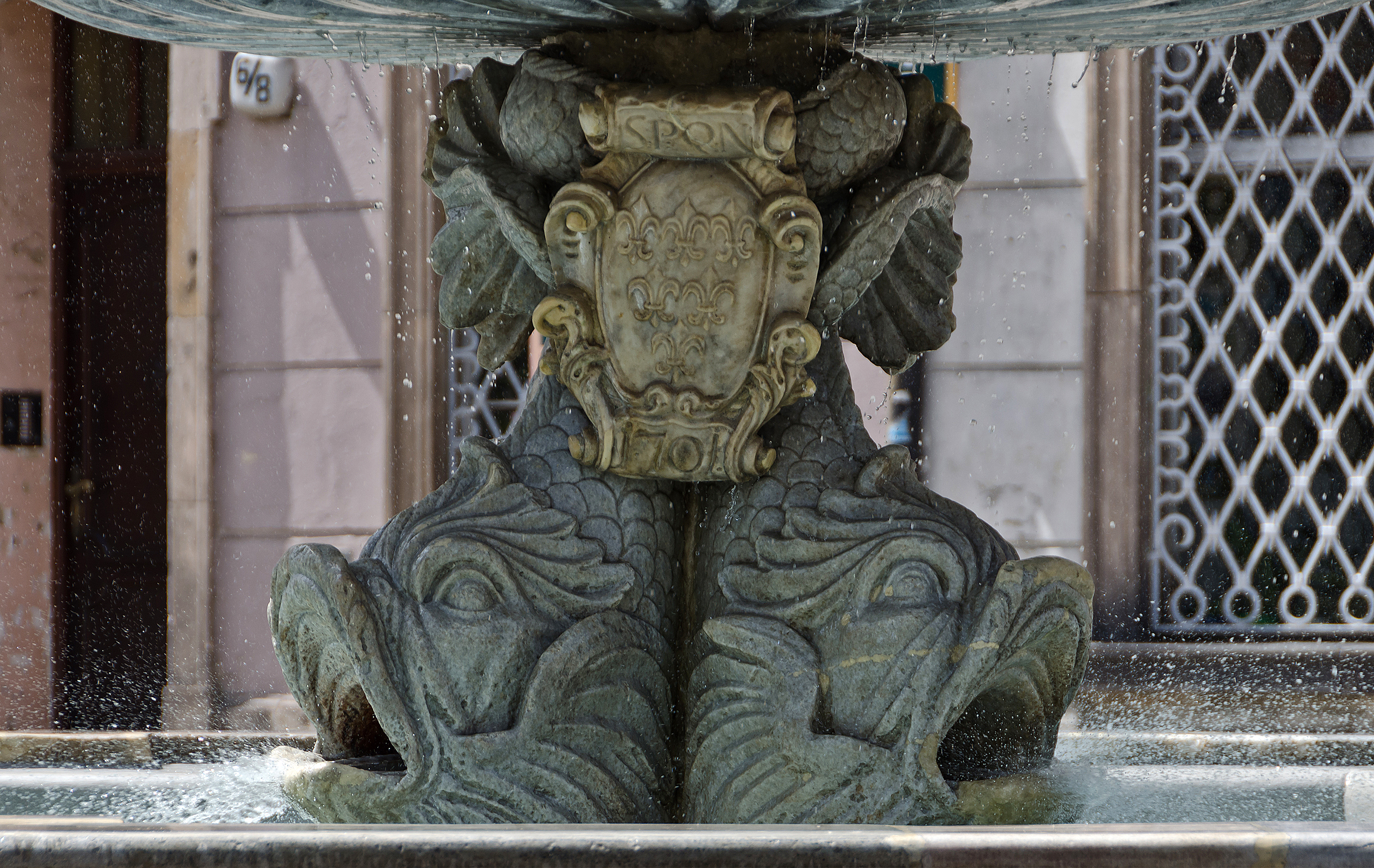
Delfiny umieszczone w trzonie barokowej fontanny Trytona w Nysie

Herb Ambleville

Delfin w kulturze – opis wystąpień delfina i jego symboliki w kulturze.
Delfin jest obecny w wierzeniach i kulturze wielu narodów, szczególnie tych, których historia związana jest z morzami lub oceanami. Współczesna symbolika łączy delfina z morzem i jego potęgą, ale też z łagodnością, miłością, przyjemnością, wolnością. Delfin jest również symbolem szybkości. Według Pliniusza delfin jest „najszybszym pośród wszystkich stworzeń”. W sztuce występuje też w parze z kotwicą jako symbol szybkości (delfin) i powolności (kotwica). Jest uważany za ratownika i przewodnika, a jego zabawy na falach sprawiają, że traktuje się go również jako symbol radości i uciesznych igraszek. Delfiny ze względu na swoje towarzyskie usposobienie były uważane za przyjaciół ludzi, wierzono, że słuchają poleceń wydawanych przez człowieka oraz że lubią śpiew i muzykę. Pojawienie się delfinów na falach traktowano jako zapowiedź nadchodzącej burzy.
Od czasów antycznych delfin jest popularnym ornamentem w sztuce i architekturze, szczególnie w krajach basenu Morza Śródziemnego. W sztuce występuje między innymi jako atrybut alegorii wody, mórz i oceanów oraz bogów związanych z morzem. Motyw delfina wykorzystywany jest w heraldyce, występuje na monetach, pieczęciach i banknotach.

## Delfin w kulturach starożytnych
W starożytnym Egipcie delfin pojawia się jako atrybut Izydy.
W starożytnej Grecji delfin, jako zwierzę szczególnie lubiące muzykę, kojarzony jest z Apollinem. Jedną z postaci Apollina jest delfin (Apollo Delfinios), w tej formie występuje jako opiekun wyroczni w Delfach. Delfin jest również atrybutem boga mórz Posejdona oraz bogini miłości Afrodyty.
W sztuce greckiej występują przedstawienia człowieka uratowanego przez delfiny. Jednym z mitów związanych z delfinem-ratownikiem jest opowieść o mistrzu gry na lirze Arionie z Metymny. Arion był synem Posejdona i nimfy Oneai. Wrzucony przez piratów do morza zdołał wcześniej zagrać na lirze. Muzyka zwabiła delfina, który uratował Ariona unosząc go na grzbiecie.
Według innej opowieści delfin uratował życie Telemacha, stąd wizerunek delfina umieścił na swojej tarczy Odyseusz, ojciec Telemacha.
Wierzono również, że delfiny unosiły na brzeg ciała ludzi zmarłych w morzu. Tak też miało stać się z ciałem Melikantesa, na cześć którego ustanowiono igrzyska istmijskie.
Delfin przedstawiany był również jako wierzchowiec nimf morskich i nereid. Podobnie w starożytnym Rzymie częstym motywem w sztuce był chłopiec lub putto na delfinie.
W sztuce sepulkralnej starożytnego Rzymu delfiny występują jako przewodnicy dusz w zaświatach.
W sztuce antycznej delfin występuje również jako motyw ornamentalny lub element fauny morskiej.

## Delfin w sztuce chrześcijańskiej
Antyczne przedstawienie chłopca na delfinie lub delfina ratującego życie nabrało szczególnego znaczenia w sztuce chrześcijańskiej. W ikonografii chrześcijańskiej Delphinus salvator został skojarzony z Chrystusem i symbolizuje Chrystusa jako Zbawiciela.
Delfin z kotwicą lub statkiem na grzbiecie jest symbolem kościoła lub symbolem Chrystusa niosącego na swoich barkach kościół. Delfiny płynące na falach mogą również przedstawiać pełnych zapału chrześcijan dążących do zbawienia.
Szczególną symbolikę ma delfin owinięty wokół kotwicy. Przedstawienie to symbolizuje Chrystusa na krzyżu.
W Biblii wzmiankowana jest skóra delfina jako nakrycie Namiotu Spotkania, a także jako materiał, z którego zrobione były pokrowce na przedmioty liturgiczne.
Delfin jest atrybutem św. Lucjusza, biskupa Adrianopola (według legendy delfin wyniósł ciało zmarłego świętego z morza) oraz św. Petroneli.

## Delfin w heraldyce
Delfin jest jednym ze zwierząt morskich występujących w heraldyce. Przedstawiany z dużą głową i płetwami, wygięty w łuk. W heraldyce delfin symbolizuje zwycięstwo na morzu, szczerą opiekę i wierność.

## Delfin w filmie
- Dolphin Tale, film USA 2011 (polski tytuł Mój przyjaciel delfin)[14]
- Nowe przygody Flippera, serial USA
- Oum le dauphin blanc, francuski animowany serial dla dzieci, 1971 (polski tytuł: Biały delfin Um)
- Zatoka delfinów, film USA, 2009